# Маданий мехнат
Маданий мехнат (узб. Madaniy Mehnat / Маданий Меҳнат) — посёлок городского типа, расположенный на территории Алтынкульского района Андижанской области Республики Узбекистан.

Статус посёлка городского типа с 2009 года.